# Selección de rugby de Costa de Marfil
La selección de rugby de Costa de Marfil representa al país en las competencias oficiales de la World Rugby.
Es una de las selecciones más recientes y se la conoce como los "Éléphants". Costa de Marfil juega anualmente la Africa Cup.

## Historia
Se unió a la World Rugby en 1990. Es miembro de Rugby Afrique.
El rugby es bastante popular en las escuelas, pero la Unión de Rugby de Costa de Marfil es relativamente pequeña, con solo 10 clubes afiliados y cerca de 11.000 jugadores de liga registrados.

## Palmarés
- Africa Cup 1C (1) : 2013
- West Africa Series (1) : 2019

## Participaciones en copas

### Copa del Mundo
Participó de la Copa Mundial de Rugby de 1995 donde sufrió la peor derrota en su historia ante Escocia por 89-0.
- Nueva Zelanda 1987: No invitado
- Inglaterra 1991: No clasificó[1]
- Sudáfrica 1995: fase de grupos[2]
- Gales 1999: No clasificó
- Australia 2003: No clasificó
- Francia 2007: No clasificó
- Nueva Zelanda 2011: No clasificó
- Inglaterra 2015: No clasificó
- Japón 2019: No clasificó
- Francia 2023: No clasificó

### Africa Cup
- CAR 2000: abandonó[3][4]
- CAR 2001: 2.º en el grupo[5]
- CAR 2002: 3.º en el grupo[6]
- CAR 2003: 2.º en el grupo[7]
- CAR 2004: 2.º en el grupo[8]
- CAR 2005: 3.º en el grupo[9]
- Africa Cup 2006: 2.º en el grupo[10]
- Africa Cup 2007: 4.º puesto[11]
- Africa Cup 2008-09: Semifinalista[12]
- Africa Cup 2010: 4.º en el grupo[13]

### Rugby Africa Cup
- Rugby Africa Cup 2021-22: 6° puesto
- Rugby Africa Cup 2024: 7° puesto
- Rugby Africa Cup 2025: En disputa

### Africa Cup1B
- Africa Cup 1B 2011: no participó[14]
- Africa Cup 1B 2014: 2.º puesto[15]
- Africa Cup 1B 2015: 4.º puesto[16]
- Africa Cup 1B 2016: 2.º en el grupo[17]

### Africa Cup1C
- Africa Cup 1C 2012: 2.º puesto[18]
- Africa Cup 1C 2013: Campeón invicto[19]

### Rugby AfricaSilver Cup
- Rugby Africa Silver Cup 2017: 2.º puesto[20]
- Rugby Africa Silver Cup 2018: 2.º en el grupo[21]

### West Africa Series
- West Africa Series 2019: Campeón invicto

### Tours
- Tour a Suiza 2018: perdió (0 - 1)[22]